# Julien Verdonck
Julianus Gustavus Pelagia Maria „Julien” Verdonck (ur. 13 stycznia 1885 w Gandawie, zm. 7 marca 1949 tamże) – belgijski gimnastyk, medalista olimpijski.
W 1920 r. reprezentował barwy Belgii na letnich igrzyskach olimpijskich w Antwerpii, zdobywając srebrny medal w wieloboju drużynowym.